# Verwaltungsgemeinschaft Derenburg
In der Verwaltungsgemeinschaft Derenburg waren im sachsen-anhaltischen Landkreis Wernigerode die Gemeinden Heudeber und Reddeber sowie die Stadt Derenburg zusammengeschlossen. Verwaltungssitz war Derenburg. Am 1. Januar 2005 wurden die Gemeinden Heudeber und Reddeber in die Verwaltungsgemeinschaft Nordharz eingegliedert. Derenburg wurde zur verwaltungsgemeinschaftsfreien Einheitsgemeinde, blieb dies aber nur bis zum 1. Dezember 2005 (ebenfalls Eingliederung in die VG Nordharz).